# 호야역
호야역(일본어: 保谷駅, ほうやえき)은 일본 도쿄도 니시토쿄시에 있는 세이부 철도 이케부쿠로 선의 역이다. 각역정차 열차 승무원들 대부분이 이 역에서 교대한다. 또한, 근처에 차량기지가 있어서 이케부쿠로에서 출발하는 각역정차 열차중에는 이 역까지만 운행하는 열차도 있다.
타는 곳 일부는 네리마구에도 걸쳐져 있다.

## 타는 곳
| ↑ 오이즈미가쿠엔 |
| \| 2 1 \|        |
| 히바리가오카 ↓   |

| 1 | ■이케부쿠로 선 | 히바리가오카・도코로자와・고테사시・한노 방면                   |
| 2 | ■이케부쿠로 선 | 네리마・이케부쿠로・유라쿠초 선 신키바・후쿠토신 선 시부야 방면 |

## 출구 정보
- 북쪽 출입구(北口)
  - 네리마 구청 오이즈미 서쪽 출장소
- 남쪽 출입구(南口)

## 역사
- 1915년 4월 15일 : 개업
- 1991년 12월27일 : 역사 신축
- 2003년 : 북쪽 출입구(北口) 개설

## 인접역
| 세이부 철도■이케부쿠로 선                                | 세이부 철도■이케부쿠로 선 | 세이부 철도■이케부쿠로 선 |
| -------------------------------------------------------- | ------------------------- | ------------------------- |
| 오이즈미가쿠엔 이케부쿠로, 신키바, 시부야, 요코하마 방면 | ■통근준급, ■준급, ■보통   | 히바리가오카 한노 방면    |
| 오이즈미가쿠엔 이케부쿠로 방면                           | ■통근급행(상행선만)       | 히가시쿠루메 한노 방면    |